# Saint-Ouen-le-Brisoult
Saint-Ouen-le-Brisoult è un comune francese di 152 abitanti situato nel dipartimento dell'Orne nella regione della Normandia.

## Società

### Evoluzione demografica
Abitanti censiti